# Häntäsaari (ö i Birkaland)
Häntäsaari är en ö i Finland. Den ligger i sjön Mallasvesi och i kommunen Pälkäne i den ekonomiska regionen Tammerfors och landskapet Birkaland, i den södra delen av landet, 130 km norr om huvudstaden Helsingfors. Öns area är 1,7 hektar och dess största längd är 270 meter i sydväst-nordöstlig riktning.